# Bataille des Ardennes (1914)
Cet article concerne la bataille de la Première Guerre mondiale. Pour la bataille de la Seconde Guerre mondiale, voir Bataille des Ardennes.
Première Guerre mondiale
Batailles
Front d'Europe de l’Ouest
- Liège (8-1914)
- Namur (8-1914)
- Frontières (8-1914)
- Anvers (9-1914)
- Grande Retraite (9-1914)
- Marne (9-1914)
- Course à la mer (9-1914)
- Yser (10-1914)
- Messines (10-1914)
- Ypres (10-1914)
- Givenchy (12-1914)
- 1re Champagne (12-1914)
- Hartmannswillerkopf (1-1915)
- Neuve-Chapelle (3-1915)
- 2e Ypres (4-1915)
- Colline 60 (4-1915)
- Artois (5-1915)
- Festubert (5-1915)
- Quennevières (6-1915)
- Linge (7-1915)
- 2e Artois (9-1915)
- 2e Champagne (9-1915)
- Loos (9-1915)
- Verdun (2-1916)
- Redoute Hohenzollern (3-1916)
- Hulluch (4-1916)
- 1re Somme (7-1916)
- Fromelles (7-1916)
- Arras (4-1917)
- Vimy (4-1917)
- Chemin des Dames (4-1917)
- 3e Champagne (4-1917)
- 2e Messines (6-1917)
- Passchendaele (7-1917)
- Cote 70 (8-1917)
- 2e Verdun (8-1917)
- Malmaison (10-1917)
- Cambrai (11-1917)
- Bombardements de Paris (1-1918)
- Offensive du Printemps (3-1918)
- Lys (4-1918)
- Aisne (5-1918)
- Bois Belleau (6-1918)
- 2e Marne (7-1918)
- 4e Champagne (7-1918)
- Château-Thierry (7-1918)
- Le Hamel (7-1918)
- Amiens (8-1918)
- Cent-Jours (8-1918)
- 2e Somme (9-1918)
- Bataille de la ligne Hindenburg
- Meuse-Argonne (10-1918)
- Cambrai (10-1918)

Front italien
Front d'Europe de l’Est
Front des Balkans
Front du Moyen-Orient
Front africain
Bataille de l'Atlantique
La bataille des Ardennes, divisée pour les Allemands entre la bataille de Longwy et la bataille de Neufchâteau, est une des batailles d'ouverture de la Première Guerre mondiale. Elle se déroule du 21 au 23 août 1914 entre l'Armée impériale allemande et les forces françaises, autour de Longwy et de Neufchâteau. Il s'agit d'un épisode de la bataille des Frontières.
Pendant deux jours, les 3e et 4e armées françaises combattent les troupes allemandes, composées des 4e et 5e armées allemandes, avant que les forces françaises ne battent en retraite. Les deux armées allemandes formaient le centre de l'avance du plan Schlieffen prévu par les Allemands contre la France.

## Contexte historique

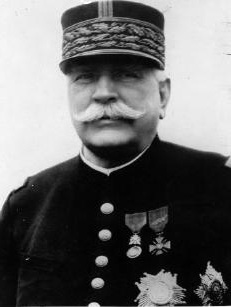
Joseph Joffre, commandant en chef de l'armée française qui supervise les opérations durant la bataille.

Le général Joffre, commandant en chef de l'armée française, ordonne une attaque à travers les Ardennes afin de soutenir l'invasion française de l'Alsace-Lorraine comme prévu par le Plan XIII qu'il avait élaboré. Selon le plan XVII, il était prévu que peu de forces allemandes se trouveraient dans le massif. Des barrages intensifs d'artillerie devraient permettre à l'armée française de progresser rapidement dans un tel terrain boisé, les Ardennes.
Le 20 août, il devient toutefois évident aux yeux du général Lanrezac, commandant la 5e armée française, puis pour le général Joffre, que d'importantes troupes allemandes se trouvent dans les Ardennes. Ce même jour, les Allemands lancent une contre-attaque contre l'avancée française en Alsace-Lorraine. Joffre ordonne toutefois une invasion des Ardennes pour le 21 août.

## Déroulement de la bataille
Les forces allemandes commencent à établir des positions défensives dans la province de Luxembourg en  Belgique dès le 19 août. Les armées allemandes dirigées par le prince héritier Guillaume de Prusse et le duc Albert de Wurtemberg ont pour objectif de capturer Neufchâteau et prendre à revers les forces françaises progressant en Alsace-Lorraine. Le but de l'avancée de l'armée française était simple : attaquer le centre allemand dans le flanc alors qu'il traversait la Belgique.
Le 1er août 1914, le 147e régiment d'infanterie de ligne de Sedan et le 28e régiment de dragons quittent la caserne Mac Donald et montent à la frontière Belge pour arrêter l'envahisseur. Les régiments français se retrouvent du côté de Meix-devant-Virton. 
Les 20 et 21 août, dans un épais brouillard, quelques escarmouches et combats dispersés auront lieu avant qu'une bataille ouverte ne soit déclenchée véritablement le jour suivant. Le 22 août, la bataille de Bellefontaine et Tintigny a lieu. Le positionnement tactique de pointe par les Allemands a plus que compensé les succès occasionnels des Français, bien que les pertes fussent lourdes des deux côtés. Les troupes françaises, ne possédant aucun camouflage de forêt sont ainsi facilement repérables par les Allemands qui répliquent aussitôt par des tirs de mitrailleuses et d'artillerie lourde.
L'armée française se retire de la Belgique de manière désordonnée dans l'après-midi du 23 août. Environ 27 000 soldats français ont été tués pendant la seule journée du 22 août, faisant de cette journée le jour le plus meurtrier de l'Histoire de France. Après la retraite générale, le 147 RI et 91 RI se retrouvent en France à Stenay et se dirigent vers Beaumont Yoncq (Ardennes) le 28 août. Un tiers de l'effectif est hors de combat dans la journée. Les régiments ardennais reculent vers le département de la Meuse, (bois de la Gruerie) où ils se stabilisent au nord de Vienne-le-Château et de la ferme de Navarrin (51) où la contre attaque Française se produira au mois de janvier 1915.
L'ampleur de la défaite française a été remarquable et devient claire pour le général Joffre quelques jours après. Celui-ci était enclin à blâmer la mauvaise performance de ses forces plutôt que de l'attribuer à sa stratégie et aux circonstances de la bataille. Cette dernière cependant ne le découragera pas à planifier d'autres attaques offensives dans les batailles futures.

## Conséquences
L'armée française se replie et prend position sur Sedan et ses environs. Dès le 25 août les troupes allemandes, la 3e armée, attaque les positions françaises. Les assauts allemands sont repoussés par l'artillerie française massée sur les hauteurs du village de Frénois. Le 26 août les troupes allemandes passent la Meuse en plusieurs endroits tels que Donchery et Iges, puis occupent Sedan. Les troupes françaises se regroupent sur le plateau forestier de la Marfée et du Mont Croix Piot. D'âpres combats se déroulent sur Mézières. Quelques tentatives de contre-attaques sont menées jusqu'au 29 août, date à laquelle sur ordre du général Joffre la 4e armée bat en retraite ; des combats d'arrière-garde auront encore lieu dans les environs de Rethel.
La progression allemande ne sera véritablement stoppée qu'à l'issue de la bataille de la Marne en septembre 1914.